# Allégories des cinq sens
Pour les articles homonymes, voir Les Cinq Sens (homonymie).
Les Allégories des cinq sens sont une série de cinq tableaux mettant en scène les personnifications féminines des sens, peints par Jan Brueghel l'Ancien (Brueghel de Velours) et Pierre Paul Rubens en 1617 et 1618 à Anvers.
Il s’agit de l’un des exemples les plus célèbres et les plus réussis de la collaboration de Brueghel avec Rubens, par ailleurs unis par une étroite amitié.
Bien que la représentation des cinq sens sous les traits de personnages féminins remonte au XVIe siècle, c'est Brueghel qui, le premier, prendra prétexte du thème pour mettre en scène des amoncellements d’œuvres d'art, d'instruments de musique, d'outils scientifiques et d'équipements militaires, accompagnés des fleurs de la terre et du produit de la chasse et de la pêche. Cette manière de traiter ce thème sera largement reprise dans la peinture flamande.
Cette série de peintures est aujourd’hui exposée au musée du Prado, à Madrid, en Espagne.

## Description
Rubens met en scène ses allégories féminines, toujours accompagnées d'un putto (Vue, Ouïe, Odorat, Toucher) ou d'un satyre (Goût), dans les somptueux décors princiers créés par Brueghel et qui ne sont pas sans rappeler, selon Ariane van Suchtelen, la richesse et la splendeur de la cour des archiducs Albert et Isabelle, gouverneurs des Pays-Bas espagnols, une cour à laquelle Rubens et Brueghel étaient attachés.
Ainsi, la figure de la Vue contemple une peinture dans un cabinet de collectionneur empli de tableaux, de bustes antiques, de vaisselle précieuse et d'instruments scientifiques. Celle de l’Ouïe joue du luth au milieu d'une collection d'instruments musicaux. L’Odorat est assise parmi les fleurs épanouies d'un jardin. L'allégorie du Goût siège à une table surchargée de mets dignes d'un festin. Celle du Toucher embrasse un putto dans une somptueuse armurerie.

Les cinq peintures des sens
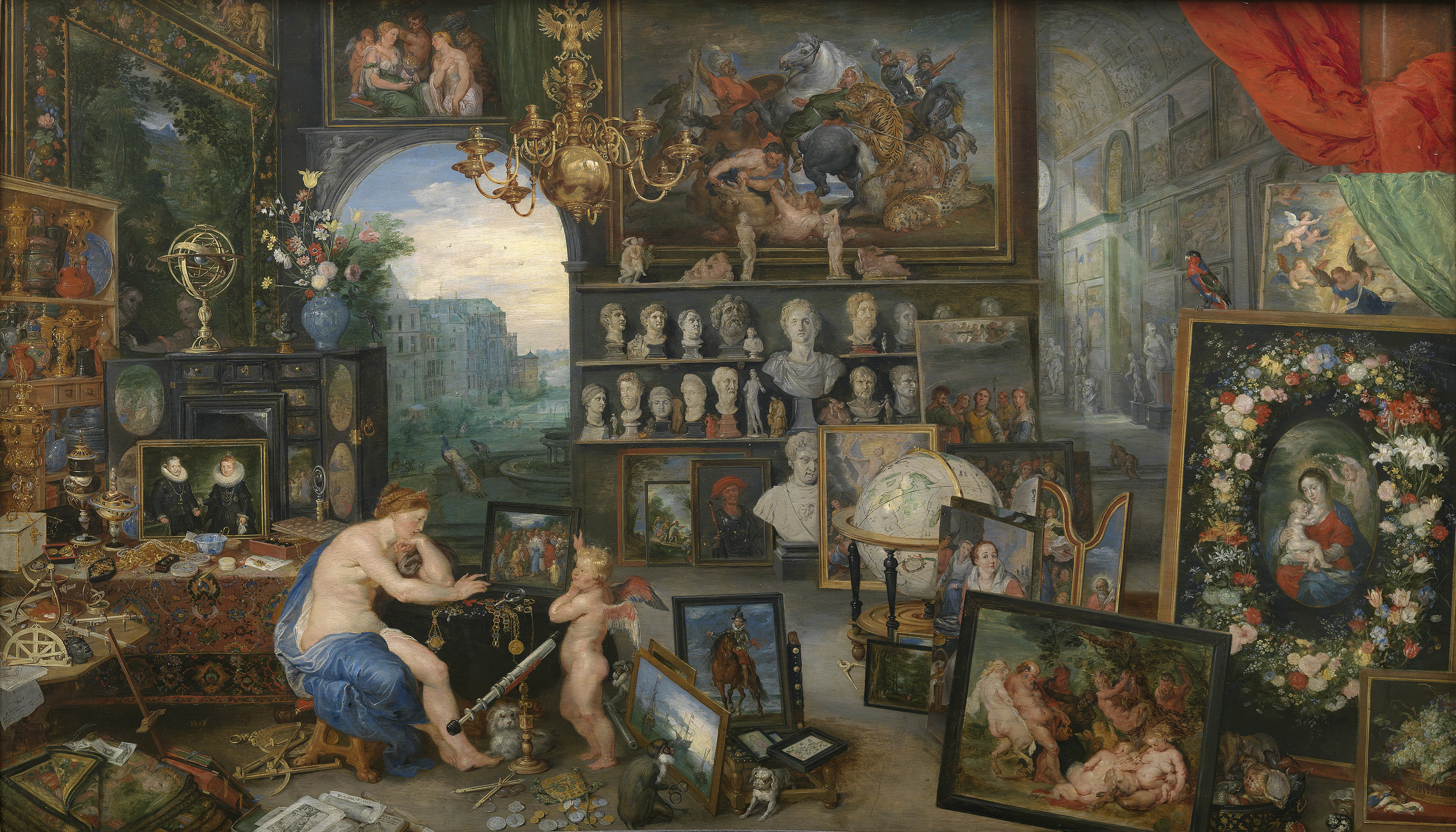
Allégorie de la vue, 1617.
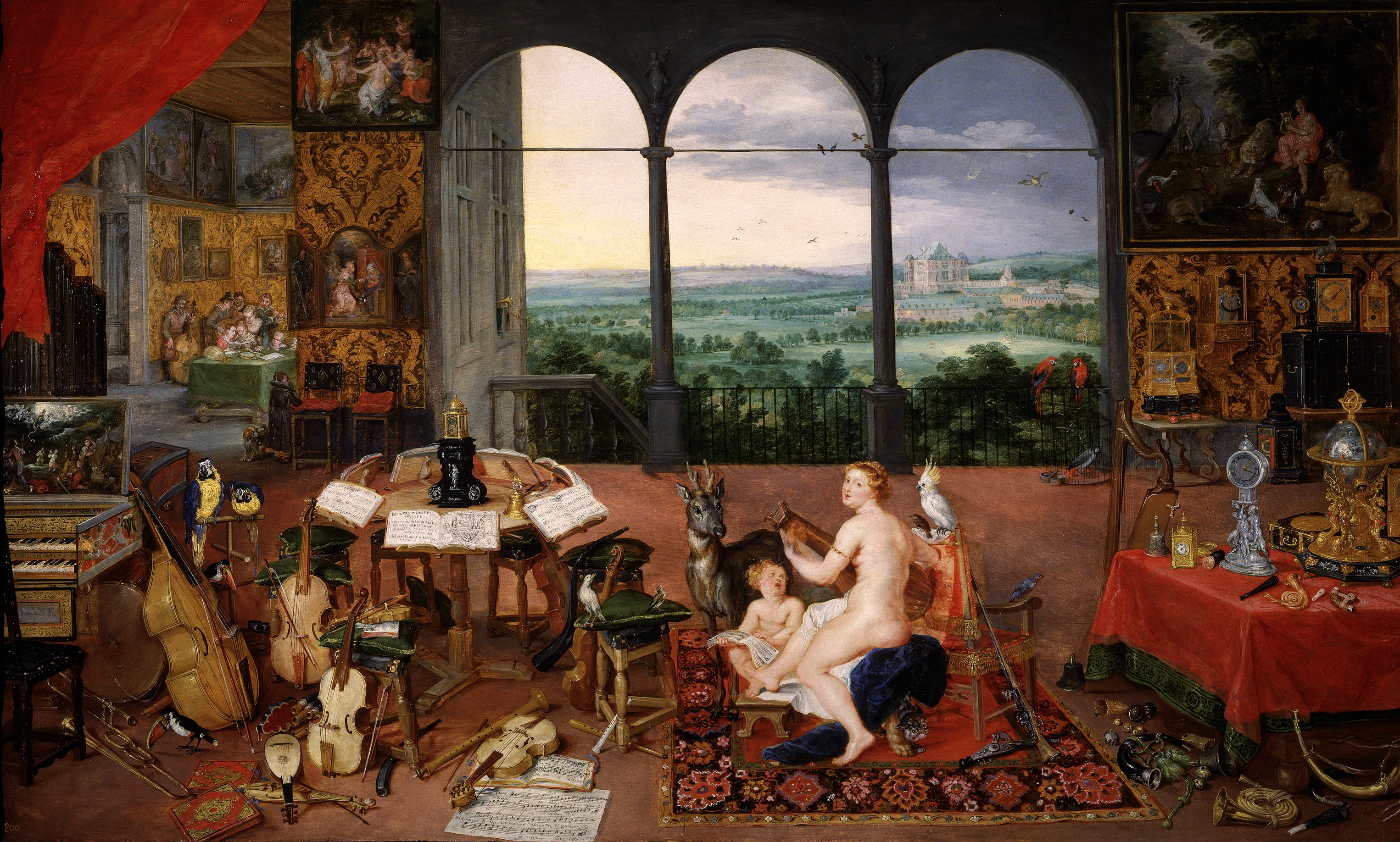
Allégorie de l'ouïe, 1617-1618.
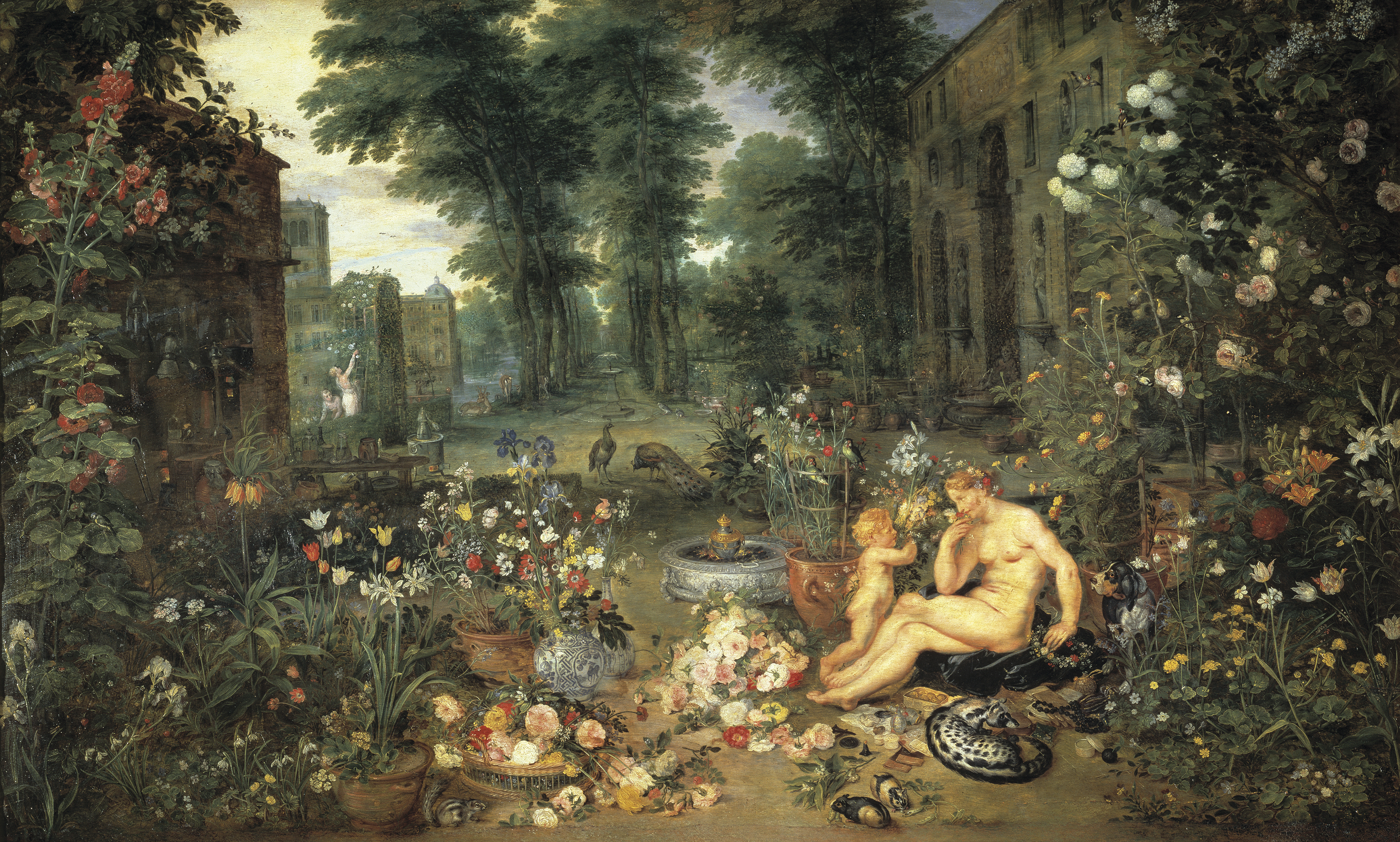
Allégorie de l'odorat, 1617-1618.

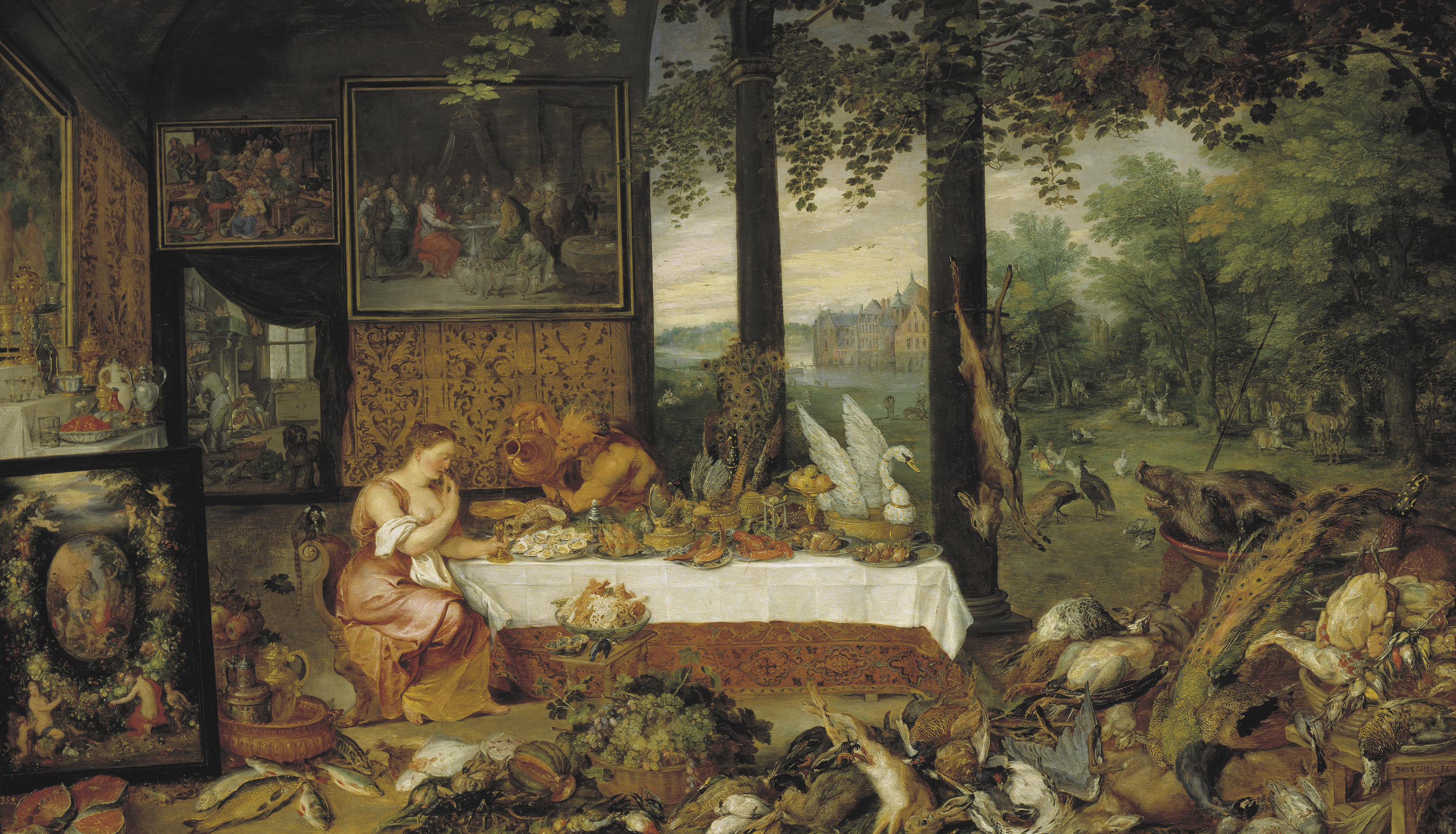
Allégorie du goût, 1618.
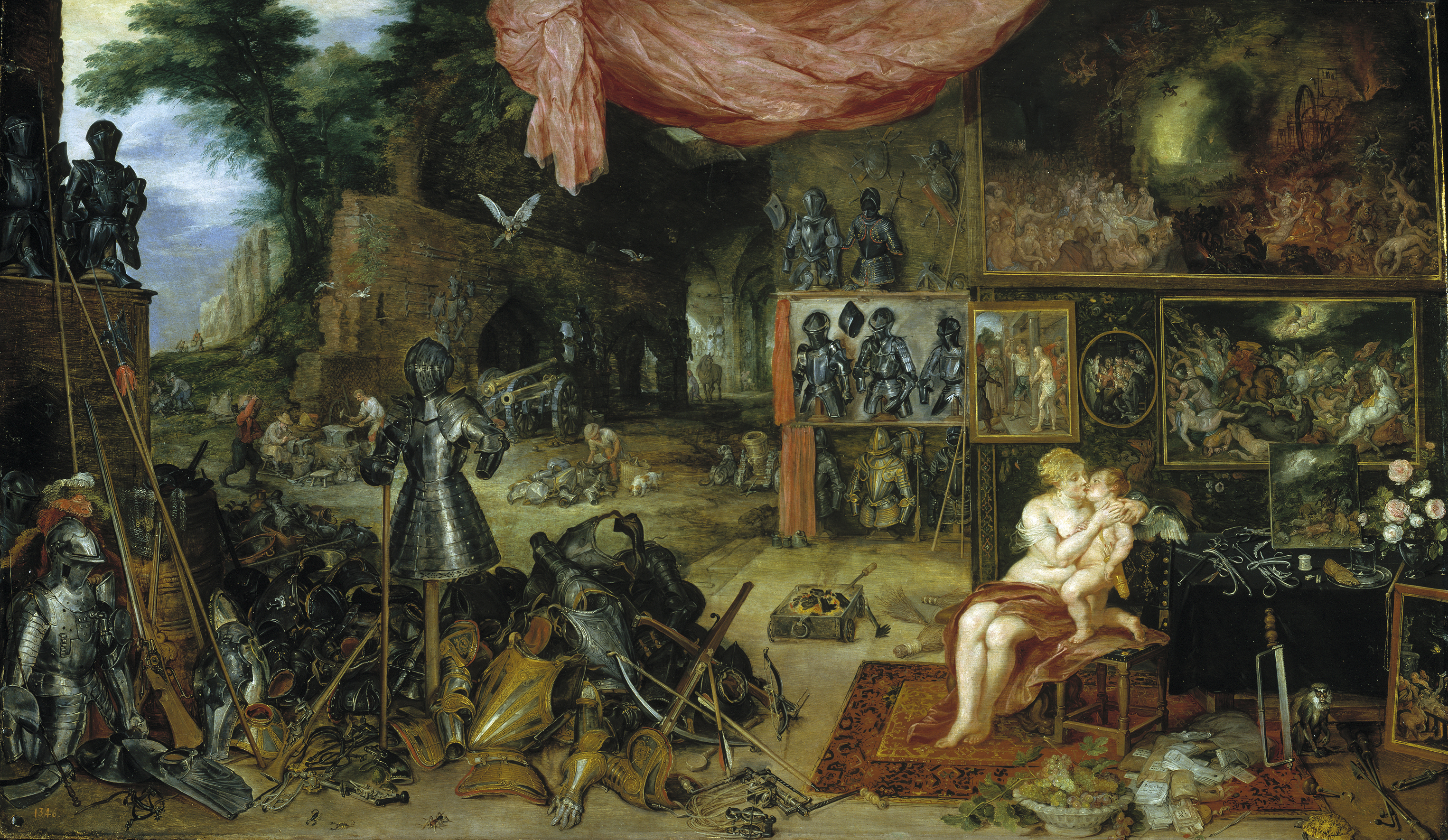
Allégorie du toucher, 1617-1618.

## Contexte de réalisation
Au cours de la même période pendant laquelle Brueghel travaille sur la série des cinq sens avec Rubens, il réalise à Anvers une importante commande sur le même thème, représenté en deux tableaux : l'un met en scène la vue et l'odorat ; le second, l'ouïe, le toucher et le goût. Ces deux peintures sont achetées en octobre 1618 à Brueghel pour être offertes aux archiducs Albert et Isabelle, dont ils orneront en 1619 leur château de Tervuren,.

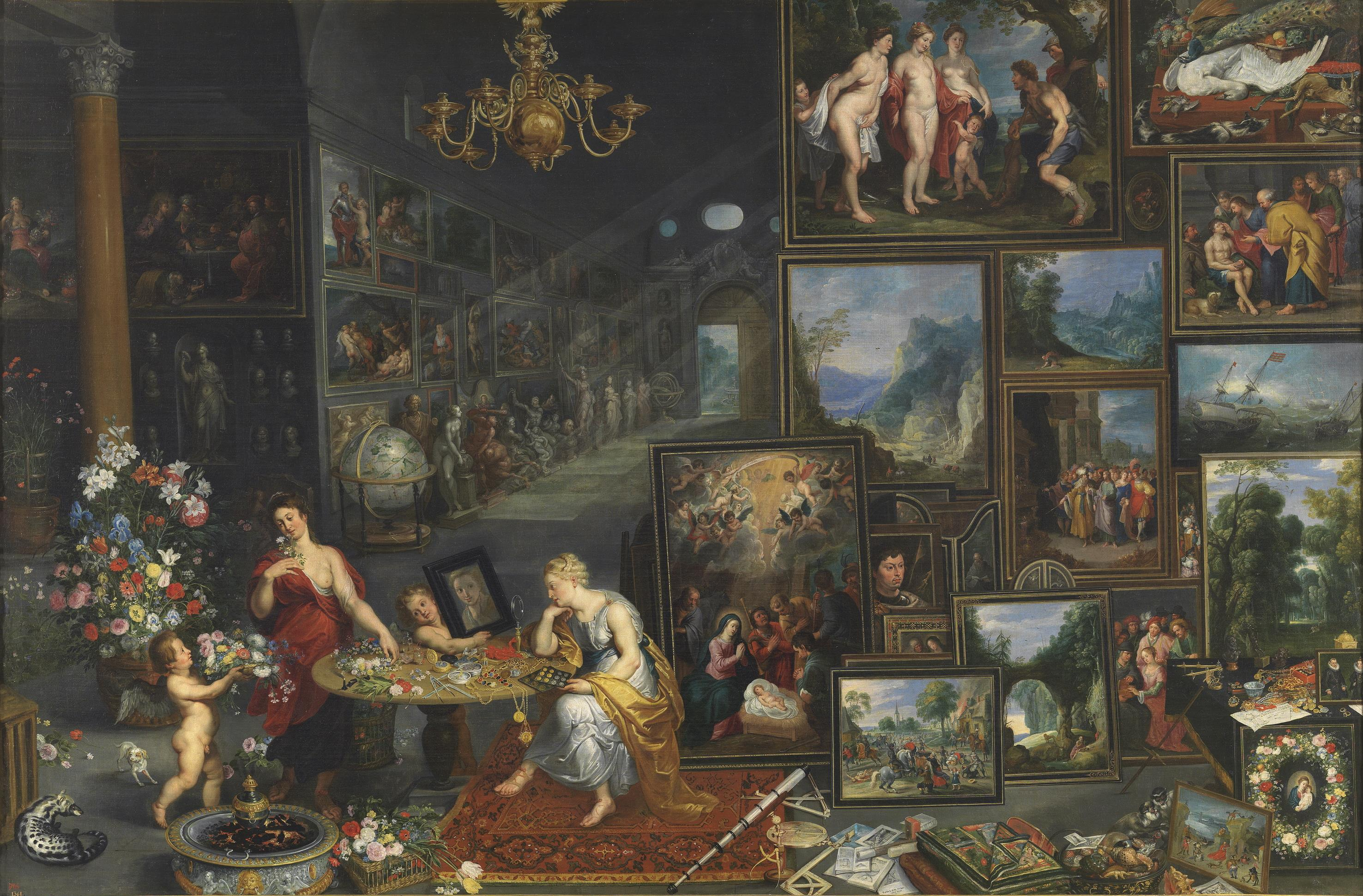
Jan Brueghel l'Ancien et al., Allégorie de la vue et de l'odorat, v. 1618.
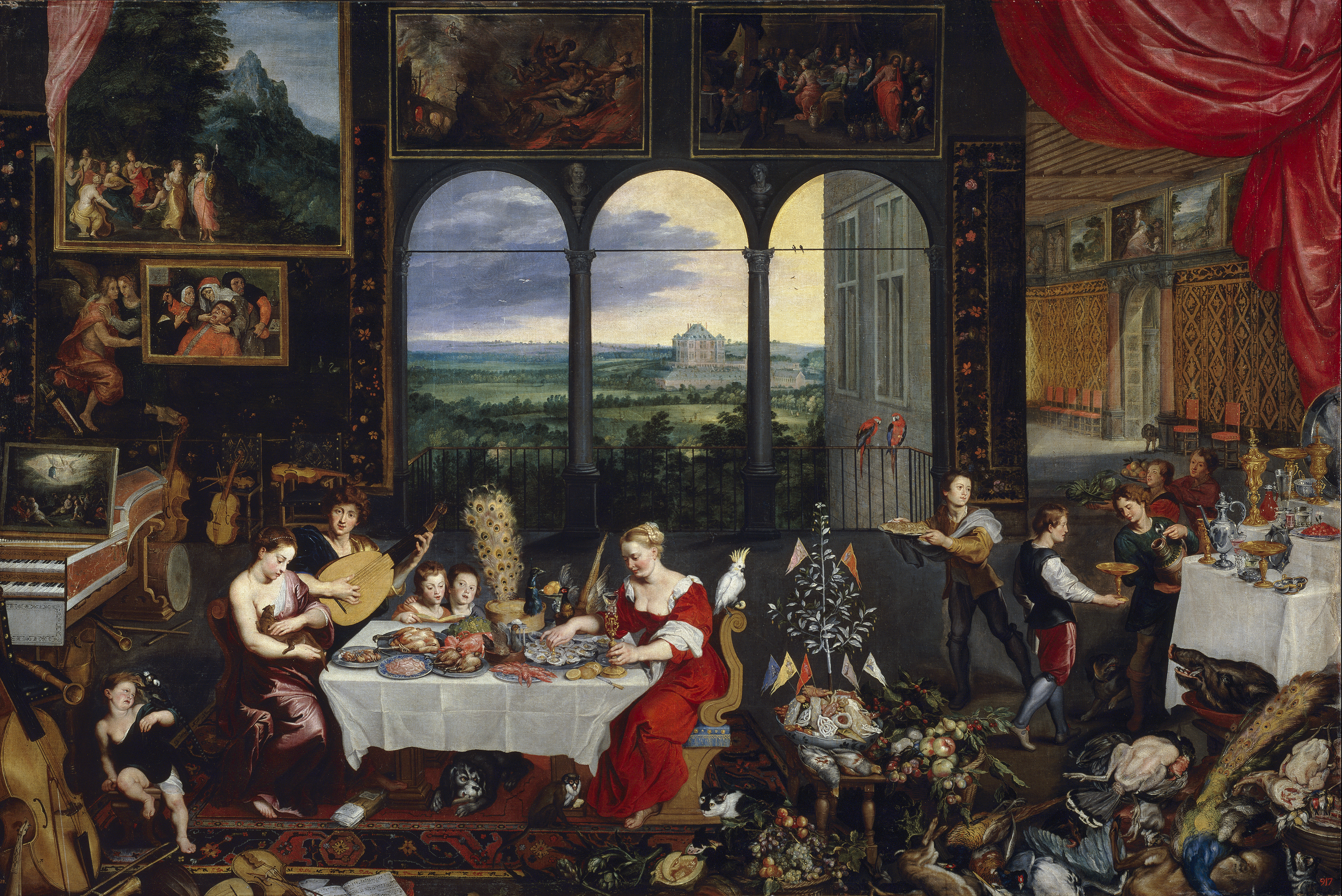
Jan Brueghel l'Ancien et al., Allégorie de l'ouïe, du toucher et du goût, v. 1618.

## Historique
En 1634, Wolfgang Guillaume de Neubourg fait cadeau de la série de tableaux au cardinal-infant Ferdinand d'Autriche, devenu cette même année gouverneur des Pays-Bas espagnols après les morts successives de l'archiduc Albert (1621) et de l'archiduchesse Isabelle (1633). Par l'intermédiaire du duc de Medina de las Torres, le cardinal-infant offre à son tour les peintures à son frère, le roi Philippe IV d'Espagne, qui les fait suspendre dans la salle de lecture de l'Alcázar, à Madrid. La série allégorique des cinq sens, dès lors intégrée à l'importante collection royale espagnole de peintures, fait partie de la dotation initiale du musée du Prado lors de son inauguration en 1819.

## Influence
Une copie de la série des cinq sens, sans doute réalisée par Jan Brueghel le Jeune et attestée à partir de 1720 à Vienne dans les collections de l'empereur Charles VI, a été vendue aux enchères chez Christie's à New York le 3 octobre 2001 .